# Bea Archidona
Beatriz Archidona (Tarragona, España, 6 de noviembre de 1984) es una periodista y presentadora de televisión española.

## Biografía
Beatriz Archidona está Licenciada en Periodismo, con el Máster en Periodismo Audiovisual. Comenzó su carrera profesional en su ciudad gracias al Diari de Tarragona, donde trabajó en su sección de Sociedad. Más adelante trabajo en Cadena SER, Los 40 y Trece. 
En el año 2015 llegó a las mañanas de Telecinco con El programa de Ana Rosa como reportera y redactora. 
En 2019 estuvo presentando el programa 120 minutos de Telemadrid en sustitución de María Rey.
En 2022 presentó El programa del verano durante las vacaciones veraniegas de Ana Rosa Quintana. En 2023 continuó sustituyendo a Ana Rosa Quintana en las mañanas y también se hizo cargo de Ya es mediodía en sustitución de Joaquín Prat.
Con el comienzo de la temporada televisiva 2023-2024, da el salto a las tardes de Telecinco como copresentadora y presentadora sustituta de Ana Rosa Quintana en Tardear. En febrero de 2025 pierde este puesto para dar a paso a Frank Blanco y Verónica Dulanto como presentadores titulares del formato.
Desde noviembre de 2023 presenta junto a Santi Acosta ¡De viernes!, el nuevo programa de crónica social y entrevistas en el prime time de la cadena.

## Trayectoria
| Año               | Título                            | Notas                 | Cadena     |
| ----------------- | --------------------------------- | --------------------- | ---------- |
| 2014              | Al Día                            | Redactora             | Trece      |
| 2015 – 2023       | El programa de Ana Rosa           | Reportera             | Telecinco  |
| 2019              | 120 minutos                       | Presentadora suplente | Telemadrid |
| 2022 – 2023       | El programa del verano            | Presentadora suplente | Telecinco  |
| 2023              | Ya es mediodía                    | Presentadora suplente | Telecinco  |
| 2023 – 2025       |                                   |                       | Telecinco  |
| Tardear           | Copresentadora (2023-2025)        |                       | Telecinco  |
| Tardear           | Presentadora suplente (2023-2024) |                       | Telecinco  |
| 2023 – actualidad | ¡De viernes!                      | Presentadora          | Telecinco  |
| 2024              | Bárbara Rey, mi verdad            | Presentadora          | Telecinco  |